# Gilberto Rey
Gilberto Rey (Pergamino, provincia de Buenos Aires, Argentina, 29 de mayo de  1936 - Buenos Aires 12 de febrero de 2011) fue un actor de cine, teatro y televisión, poeta, libretista y autor argentino.

## Carrera
Rey, que vivió en Rosario y se radicó en Buenos Aires en 1961, fue un importante actor cómico y dramático argentino con una amplia trayectoria en el medio artístico. En cine secundó a destacadas primeras figuras como Olinda Bozán, Olga Zubarry, Juan Carlos Altavista, Alfredo Barbieri, Nelly Beltrán, Jorge Marchesini, Susana Campos, Don Pelele, Lautaro Murúa, entre otros.
Se lució en un doble rol, como actor y argumentista,  en el film Coche cama, alojamiento.
En 1965 escribió su primer ejercicio poético, Rumor de pena, con colaboración de Ulises Petit de Murat. Esta poesía empieza a manejar el delicado tejido de las grandes palabras: amor, esperanza, tedio, muerte, noche y vida; profundiza poco a poco su soledad y la complejidad de existir. Luego editó dos libros más de poesías.
También fue actor de radioteatros y fotonovelas. Ya en la década de 1980 se retira de la actuación para dedicarse exclusivamente como autor de teleteatros y telenovelas. Trabajó junto a Armando Discépolo, Edmundo Guibourg, Ulises Petit de Murat, César Tiempo, Osvaldo Dragún y Hugo Moser, entre muchos otros.

## Filmografía
- 1955: Concierto para una lágrima
- 1962: Los viciosos
- 1963: Las ratas
- 1964: Los evadidos
- 1966: El ojo que espía
- 1967: Coche cama, alojamiento[3]

## Televisión

### Como actor
- 1959: Teatro de Manuel De Sabattini, por Canal 7.

### Como autor
- 1980: Rosas para su enamorada
- 1980: Los hermanos Torterolo
- 1981: Comedias para vivir
- 1981: La Torre en jaque
- 1992: Flavia, corazón de tiza[4]

## Teatro
En teatro integró la Compañía de Manolo Fábregas - Mirtha Legrand, con quien hizo la obra ¿Qué hago con las mujeres? en 1968, estrenada en el Teatro Empire.
También estuvo en las obras
- Divorciémonos (1964) de Victoriano Sardou, estrenada en el Teatro odeón.
- Proceso al inocente (1964)
- El violador
- Leprosos y canallas
- Pasiones rosarinas
- Intriga a bordo

## Fallecimiento
Gilberto Rey falleció el domingo 6 de febrero de 2011 víctima de un cáncer que se agravó en sus últimos diez días en Buenos Aires. Sus restos descansan en el Panteón de SADAIC de la Asociación Argentina de Actores del Cementerio de la Chacarita. Tenía 74 años.